# Wrabness
Wrabness – wieś i civil parish w Anglii, w hrabstwie Essex, w dystrykcie Tendring. Leży 53 km na północny wschód od miasta Chelmsford i 102 km na północny wschód od Londynu. W 2011 roku civil parish liczyła 401 mieszkańców. Wrabness jest wspomniana w Domesday Book (1086) jako Wrabenasa.